# Kulaszne
Kulaszne (j. łemkowski Куляшне, w latach 1977–1981 Międzygórze) – wieś w Polsce położona w województwie podkarpackim, w powiecie sanockim, w gminie Komańcza. Leży nad potokiem Kulaszne dopływem Osławy. Przez wieś przebiega droga wojewódzka nr 889.

## Historia
Osadę lokowano na prawie wołoskim w 1538. Wieś królewska położona na przełomie XVI i XVII wieku w ziemi sanockiej województwa ruskiego, w drugiej połowie XVII wieku wieś Kulasne należała do starostwa sanockiego. W dniu 6 kwietnia 1765 roku król Stanisław August Poniatowski darował dobra Kulaszne, będące wówczas częścią starostwa sanockiego, Mikołajowi Mrozowickiemu starościcowi stęgwilskiemu. Do 1772 województwo ruskie, ziemia sanocka. Od 1772 należała do cyrkułu leskiego, a następnie sanockiego w Galicji. Do 1914 powiat sanocki, powiat sądowy Bukowsko. W 1785 wieś liczyła 235 mieszkańców.
W połowie XIX wieku właścicielką posiadłości tabularnej w Kulasznem była Rudolfa Rylska. W 1905 Werner Lipa wraz z dwoma współwłaścicielami posiadał we wsi obszar 180 ha.
Od listopada 1918 do stycznia 1919 w obrębie Republiki Komańczańskiej. Po 1947 ludność ukraińska i rusińska została przesiedlona na Ukrainę oraz tzw. ziemie odzyskane (m.in. do Ostrego Barda w powiecie bartoszyckim). Na początku lat 60. XX wieku kilkadziesiąt wysiedlonych osób powróciło do Kulasznego. W latach 1975–1998 miejscowość położona była w województwie krośnieńskim. Na radzieckich mapach z okresu II wojny światowej jako Кулашне.

### Nazwy osobowe
Nazwiska mieszkańców w XIX w.: Baraniecki, Barneczka, Barwicki, Barnecki, Bida, Binik, Chałupniak, Chrin, Ciura, Czura, Chomczyk, Chwaściak, Dembicki, Dembuka, Diak, Dorociak, Dziubak, Fejko, Fenio, Guzik, Hrycyszyn, Hwostiak, Huzels, Inkuła, Jacenko, Jurenko, Jurkowski, Kaczmar, Kaczmarczyk, Kicak, Krepicz, Królik, Kuper, Kupra, Kukułka, Mafko, Maliniak, Marko, Melnik, Michaliszyn, Miszczyszyn, Nycz, Oczicz, Pisarek, Proćko, Sejka, Sekelyk, Seman, Sobko, Stapaj, Stasicki, Strojny, Sydor, Szumski, Szymoka, Szymski, Tejka, Trojanowski, Trzymski, Urban, Wach,Terek

### Toponimia
Według Antoniewicza nazwa wsi wywodzi się od albańskiej nazwy kulloše oznaczającej pastwisko.

## Religia i wyznawcy
Parafia łacińska w Bukowsku do 1947.
Parafia greckokatolicka św. Michała Archanioła w Kulasznem należy do dekanatu sanockiego, który jest jednym z sześciu w archieparchii przemysko-warszawskiej. Do 1947 kościół filialny pw. Św. Michała (wcześniej pw. Św. Eliasza) należał do parafii w Szczawnem.
W Kulasznem znajduje się nowo wybudowana cerkiew greckokatolicka pw. św. Michała Archanioła (na zdjęciu) oraz stary cmentarz obok świątyni. Nowa cerkiew stoi nieopodal miejsca, gdzie znajdowała się pierwotna świątynia greckokatolicka św. Michała Archanioła. Zbudowano ją na początku XX w., a po pożarze w 1974 odbudowano jako kościół rzymskokatolicki.

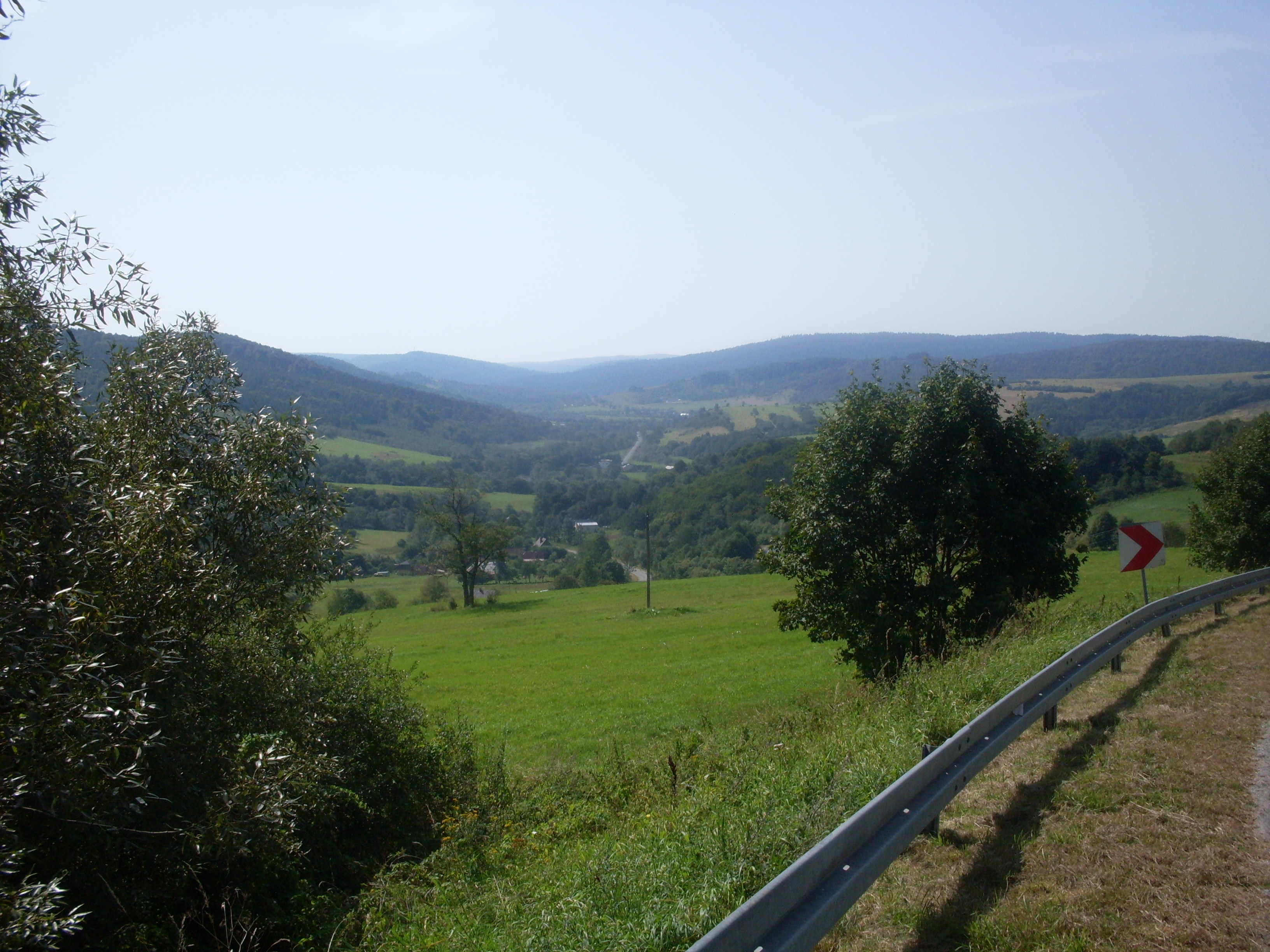
Widok na szczyty Bieszczadów Zachodnich z serpentyn w miejscowości Kulaszne
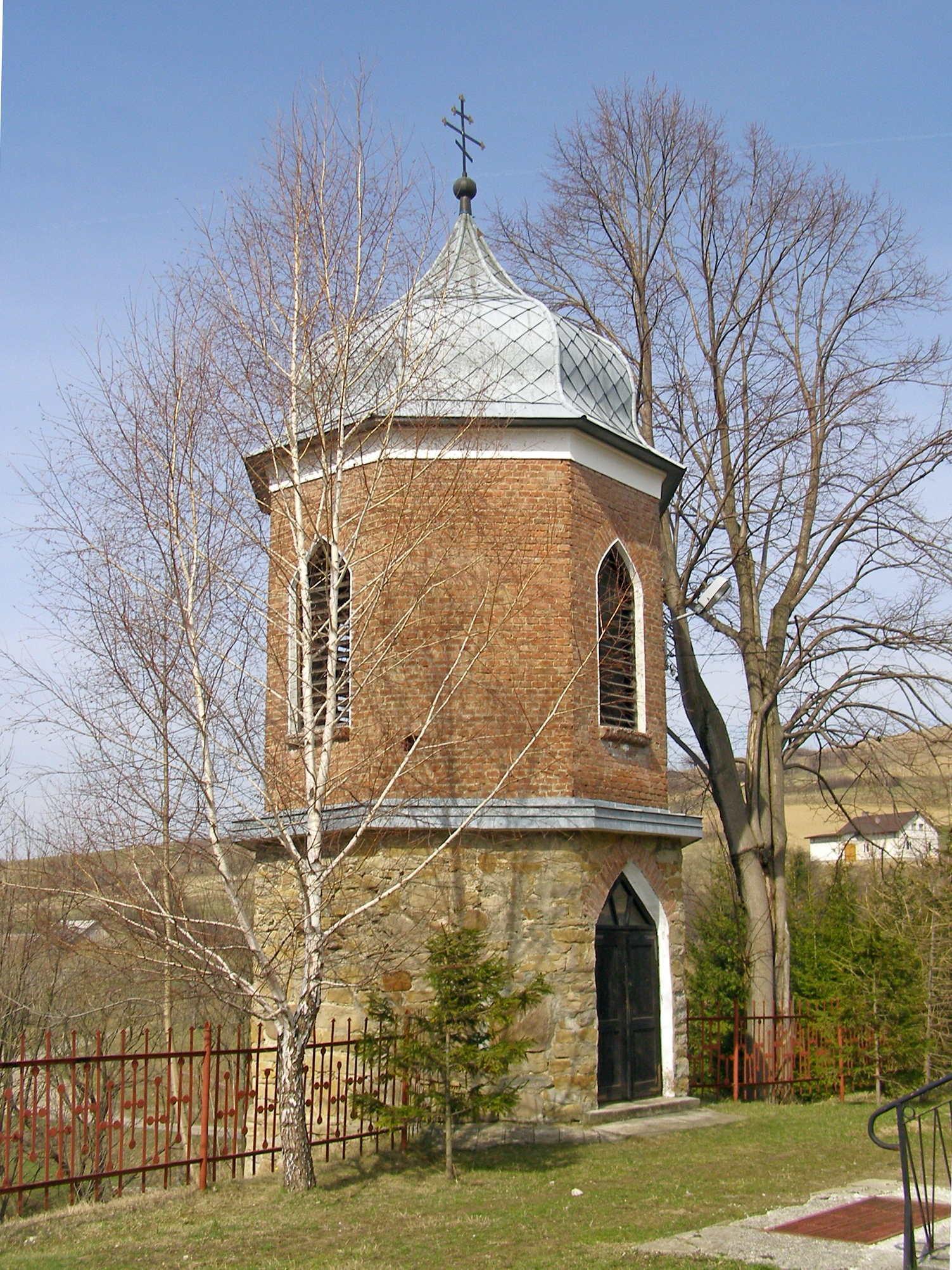
Dzwonnica z XIX w.

## Turystyka
Przebiega tędy szlak śladami dobrego wojaka Szwejka. Na tutejszym cmentarzu pochowany jest rzeźbiarz, malarz, poeta i bard bieszczadzki  
Andrzej Wasielewski jako Jędrek Połonina
rodem z Brodnicy k. Torunia.